# Prettingen
Prettingen (luxembourgeois: Pretten) est une section de la commune luxembourgeoise de Lintgen située dans le canton de Mersch.